# Caprice Crawford
Pour les articles homonymes, voir Crawford.
Caprice Crawford, née le 2 juin 1971 à Kansas City, est une actrice et productrice américaine basée à Berlin. 

## Filmographie

### Comme actrice
- 1996 : Nash Bridges (série télévisée) : la femme sexy
- 1998 : Star Trek: Deep Space Nine (série télévisée) : Bajoran Comfort Woman
- 1998 : Boy Meets World (série télévisée) : Nicole
- 1998 : Malcolm & Eddie (série télévisée) : Kim
- 2001 : Auf Herz und Nieren : la modèle
- 2003 : Keys of Life (court métrage) : Chandra
- 2004 : Method et Red (série télévisée)
- 2005 : Elizabethtown : Shoe Girl
- 2007 : The Maxwell Multiple Climax (court métrage) : Machine Gun Girl
- 2009 : The Boxer : l'infirmière
- 2012 : I Am Bad : Anne
- 2012 : The Final Farewell : la femme nigérienne
- 2015 : A Perception : Anja
- 2013-2016 : Mission Backup Earth (mini-série) : Captain Horton
- 2017 : The Misandrists : sœur Barbara
- 2017 : Fluidø (en) : Madame X
- 2017 : Commissaire Marthaler : Un adversaire inattendu (téléfilm) : Bongi Mankunku

### Comme productrice
- 2009 : Fatal Rescue
- 2011 : The Making of 'Fatal Rescue' (court métrage documentaire)
- 2016 : Hase (court métrage)
- 2017 : Limbo (court métrage)